# Élina Dumont
Élina Dumont, née le 10 novembre 1967 à Draveil (Essonne), est une intervenante sociale, militante d'associations humanitaires et comédienne française. Elle s'est fait connaître à partir de 2013 quand elle a intégré l'équipe de l'émission de RMC Les Grandes Gueules.

## Biographie
Elle naît de père inconnu et d'une mère internée en psychiatrie. Sur décision de justice, considérée comme enfant en danger, elle se retrouve en pouponnière via la DASS (aujourd'hui l'Aide sociale à l'enfance). Elle est recueillie dans un premier temps dans une famille d'accueil, puis dans une deuxième à La Perrière dans un village du Perche à l'âge de deux ans. Malheureusement elle n'y rencontre que peu d'amour et son calvaire continue. Âgée de 10 ans, après le décès de sa mère, elle devient pupille de l’État. Violée dans le village durant son enfance et son adolescence, elle fait plusieurs fugues. À 18 ans, elle peut enfin se libérer et part à Paris où elle se retrouve exploitée puis obligée de vivre dans la rue. Elle fait l'expérience de la drogue, de la prostitution et vit de petits boulots pendant une dizaine d'années jusqu'au jour où, en 1996, une main lui est tendue : c'est l'écrivaine Marie Desplechin qui l'engage comme baby-sitter, lui fournit une chambre de bonne et l'initie au théâtre. Reprenant courage, elle réussit à faire publier le témoignage de ses années de femme sans domicile fixe ce qui attire l'attention des médias et lui ouvre une porte pour devenir membre de l'équipe des Grandes Gueules, une émission quotidienne de débats sur la radio RMC. Devenue une porte parole des SDF, elle s'implique dans l'humanitaire. Elle devient également comédienne.

## Engagements
Élina Dumont s'implique dans l'association Entourage, qui apporte une aide sociale aux SDF et l'association La Chrysalide, patronnée par sœur Emmanuelle qui ouvre des lieux d'accueil pour les mères isolées. En 2018, elle rédige un rapport sur la situation des femmes à la rue en Île-de-France pour Valérie Pécresse qui permettra quelques avancées en leur faveur,. En 2021, Valérie Pécresse lui commande un nouveau rapport sur le problème du crack.

## Publications
- Longtemps, j'ai habité dehors, Flammarion, 2013.  (ISBN 9782081285569).

## Théâtre
- En 1998 elle fait ses premiers pas de comédienne dans Les Bas-fonds de Maxime Gorki au Théâtre national de Chaillot.
- En 2000, elle joue la Vierge Marie dans Le Concile d'amour d'Olivier Panizza à la Cartoucherie de Vincennes.
- En 2012, elle monte son propre spectacle Des quais à la scène, un seul-en-scène tragi-comique où elle raconte sa vie chaotique qu'elle joue dans de nombreuses petites structures à travers la France.